# بوب كورير
بوب كورير هو لاعب هوكي جليد كندي، ولد في 29 نوفمبر 1949 في كورنوال في كندا.

## وصلات خارجية
- بوب كورير على موقع EliteProspects.com (الإنجليزية)
- بوب كورير على موقع HockeyDB.com (الإنجليزية)